# Stadion Dordoj w Biszkeku
Stadion Dordoj (kirg. Стадион «Дордой») – piłkarski stadion w Biszkeku, stolicy Kirgistanu. Swoje mecze rozgrywa na nim drużyna Dordoj Biszkek. Obiekt może pomieścić 3 000 widzów i ma 850 miejsc pod dachem.
Poprzednie nazwy: Stadion FDP (Frunzeński Dom Pionierów), Stadion "Ekolog". Stadion był także areną domową klubu Ala-Too Naryn.
27 czerwca 2009 odbyła się inauguracja stadionu "Dordoj" po jego rekonstrukcji.